# La Religieuse (film, 2013)
Pour les articles homonymes, voir Religieuse (homonymie).
Pour plus de détails, voir Fiche technique et Distribution.
La Religieuse est un film franco-germano-belge réalisé par Guillaume Nicloux sorti en 2013. Il s'agit d'une adaptation du roman de Denis Diderot, La Religieuse.
Le film est sélectionné en compétition au 63e Festival de Berlin.

## Synopsis
Au XVIIIe siècle, une jeune fille, Suzanne, que ses parents ont forcée à entrer en religion se révolte contre la vie conventuelle dans l'abbaye royale de Longchamp. La remplaçante de la mère supérieure, morte, la fait enfermer, la considérant comme possédée. Envoyée à Arpajon, dans un autre couvent, elle subit le harcèlement sexuel de la supérieure. Cette dernière, repoussée victorieusement et victime de ses frustrations, sombre dans la folie. Finalement, grâce à des complicités extérieures, Suzanne s'évade avec la ferme intention de vivre la vie dont on l'a toujours privée.

## Fiche technique
- Titre : La Religieuse
- Réalisation : Guillaume Nicloux
- Scénario : Guillaume Nicloux, Jérôme Beaujour
- Photographie : Yves Cape
- Montage : Guy Lecorne
- Musique originale : Max Richter
- Costumes : Anaïs Romand
- Son : Olivier Dô Hùu, Julie Brenta, Christian Monheim
- Directeur artistique : Olivier Radot
- Directeur de Production : Didier Abot
- Producteurs : Sylvie Pialat, Benoît Quainon
- Genre : drame
- Dates de sortie :
  - Allemagne : 10 février 2013 (63e Festival de Berlin)
  - France, Belgique : 20 mars 2013
  - Suisse romande : 27 mars 2013

## Distribution
- Pauline Étienne : Suzanne Simonin
- Françoise Lebrun : Madame de Moni, Mère supérieure du couvent de Longchamp
- Isabelle Huppert : l'Abbesse de Sainte-Eutrope
- Louise Bourgoin : Sœur Christine, Mère supérieure du couvent de Longchamp qui remplace Mme de Moni
- Agathe Bonitzer : Sœur Thérèse
- Alice de Lencquesaing : Sœur Ursule
- François Négret : Maître Manouri
- Gilles Cohen : le père de Suzanne
- Lou Castel : Baron de Lasson
- Marc Barbé : Père Castella
- Martina Gedeck : la mère de Suzanne
- Fabrizio Rongione : Père Morante
- Pierre Nisse : Marquis de Croismare
- Pascal Bongard : l'archidiacre
- Alexia Depicker : Sœur Camille
- Éloïse Dogustan : Sœur Pauline
- Jean-Yves Dupuis : Célestin

## Production
Pour préparer son film, Guillaume Nicloux a visionné des documentaires mais n'a pas regardé à nouveau l'adaptation de Rivette ni d'autres fictions sur le même thème.

### Lieux du tournage
Le film a été tourné dans deux anciens monastères en Allemagne (Maulbronn et Bronnbach), ainsi qu'en Rhône-Alpes, essentiellement dans la chartreuse de Pierre-Châtel à Virignin,. Le réalisateur a préféré tourner en lumière naturelle, notamment pour « respecter le grain de peau » et faire en sorte que « le climat puisse agir sur les corps ».
- Ain
  - Château de Fléchères à Fareins
  - Chartreuse de Pierre-Châtel à Virignin
- Isère
  - Château du Passage, au Passage

## Récompenses et distinctions

### Récompenses
- Magritte du cinéma 2014 : meilleure actrice pour Pauline Étienne

### Nominations et sélection
- Berlinale 2013 : sélection officielle
- Magritte du cinéma 2014 : meilleur film étranger en coproduction
- César 2014 : meilleur espoir féminin pour Pauline Étienne

## Autres adaptations

### Cinéma
- La Religieuse de Denis Diderot a déjà été à l'origine d'une adaptation cinématographique: Suzanne Simonin, la Religieuse de Diderot, réalisé par Jacques Rivette et sorti en 1967.

### Théâtre
- 1960 : Roland Monod,Théâtre Quotidien de Marseille
- 2011 : Les Vœux de la religieuse, Florence Camoin, Théâtre de Saint-Maur[3]
- 2012 : Anne Théron, Théâtre Montfort (Paris)
- 2013 : Nicolas Vaude, Théâtre Le Ranelagh (Paris)
- 2017 : Anaïs Gabay, théâtre Pixel (Avignon) pendant le festival